# Maturationsinhibitor
Maturationsinhibitoren (Reifungshemmer) sind Arzneistoffe aus der Gruppe der Virustatika.

## Geschichte
An Maturationsinhibitoren wird schon seit langem geforscht. In der Entwicklung dieser Wirkstoffklasse kam jedoch erst 2005 der entscheidende Durchbruch.

## Wirkung
Maturationsinhibitoren greifen in einem späten Stadium der Virusvermehrung ein und verhindern den Zusammenbau neuer Viruspartikel innerhalb der Zelle, aus den viralen Bausteinen. Ein Virus-Vorläuferprotein wird durch die Virus-Protease in unterschiedliche Funktions- und Strukturproteine aufgespalten.
Bei HIV binden Maturationsinhibitoren an das Vorläuferprotein (z. B. CA-SP1) und inhibieren die Spaltung durch die HIV-Protease. Dadurch kann keine funktionsfähige Virus-Proteinhülle aufgebaut werden.

## Anwendungsgebiete
Maturationsinhibitoren werden zur Bekämpfung von Viren eingesetzt. Derzeit werden Wirkstoffe gegen HIV-1 im Rahmen einer ART in klinischer Prüfung getestet. Es gibt also keine zugelassenen Arzneimittel dieser Klasse.

## Wirkstoffe bei HIV-1

### In klinischer Prüfung
- GSK-2838232: Diese Substanz zählt zu der zweiten Generation an Maturationsinhibitoren.

### Entwicklung aufgegeben
- UK-201844
- Bevirimat (PA-457): Entwicklung wurde 2010 gestoppt, Grund war u. a. die Nichtwirksamkeit bei Vorliegen von „natürlichen“ Gag-Polymorphismen.
- GSK-3532795 (ehemals BMS-955176): Diese Substanz zählt ebenfalls zur zweiten Generation an Maturationsinhibitoren und zeigte Wirksamkeit unabhängig der meisten bekannten Gag-Polymorphismen. Die Entwicklung wurde aber 2016 vom Pharmaunternehmen ViiV Healthcare wegen des raschen Auftretens von Resistenzen beendet.[1] Zudem verursachte es viele Magen-Darm-Beschwerden.[2]
- Fipravirimat (GSK-3640254): Fipravirimat wirkt in klinischen Prüfungen unabhängig von Gag-Polymorphismen mit einer Reduktion der Viruslast um bis zu 2 Logstufen.[1] Es ist eine Nachfolgesubstanz von GSK-3532795. 2023 beendete GSK die weitere Entwicklung. Angeführt wurden Bedenken, dass dieser Maturationsinhibitor gegenüber bereits zugelassenen oralen HIV-Medikamenten nicht herausstäche und die Wirksamkeit nach Einnahme nach dem Essen reduziert sei.[3]